# Archie Meekison
Archie Alexander Meekison (* 4. Mai 2002 in Edinburgh) ist ein schottischer Fußballspieler, der bei Bohemians Dublin unter Vertrag steht.

## Karriere
Archie Meekison wurde in der schottischen Hauptstadt Edinburgh geboren. Er spielte Jugendfußball in Fife für Kennoway United und AM Soccer und besuchte die St John’s Roman Catholic High School in Dundee die Teil eines Schülerprogramm war. Meekison unterzeichnete im Mai 2019 seinen ersten Profivertrag bei Dundee United, nachdem er zehn Jahre lang in der Jugendakademie des Vereins gespielt hatte. Im Februar 2020 wechselte er auf Leihbasis bis zum Ende der Saison 2019/20 zum schottischen Viertligisten Cove Rangers und gab sein Debüt als Einwechselspieler bei einem Sieg gegen Stenhousemuir. Mit den „Rangers“ gewann er am Ende der Saison den Titel in der vierten Liga. Meekison wurde dabei insgesamt dreimal eingesetzt, bevor die Saison aufgrund der COVID-19-Pandemie vorzeitig beendet wurde. Im September 2020 wurde Meekison erneut ausgeliehen und schloss sich dem FC Spartans aus der fünftklassigen Lowland League an. Er wurde im Januar 2021 von Dundee United zurückgerufen, nachdem die COVID-19-Pandemie zu einem weiteren Abbruch der Fußballsaison in den unteren schottischen Liga geführt hatte. Während seiner Leihe erzielte er acht Tore für Spartans, darunter einen Hattrick gegen den FC East Stirlingshire. Meekison gab sein Debüt für Dundee United am 21. April 2021 als Einwechselspieler bei einer 0:3-Niederlage in der Scottish Premiership gegen den FC Kilmarnock. Am 12. Mai 2021 absolvierte er seinen ersten Startelfeinsatz für Dundee United und erzielte beim 2:2-Unentschieden zu Hause gegen Motherwell sein erstes Tor für den Verein.